# Mariano Yurrita Llorente
Mariano Yurrita Llorente (Altza, Sant Sebastià, 11 de maig de 1904 - Sant Sebastià, 3 de maig de 1976) fou un futbolista basc de la dècada de 1920.

## Trajectòria
Yurrita va néixer al barri de Sant Sebastià d'Altza el 1904, aleshores municipi independent. Començà a jugar al Corinhyans de Sant Sebastià als 17 anys. La temporada 1922-23 fou fitxat per la Reial Societat, principal equip de la ciutat. Després de jugar amb l'equip reserva debutà amb el primer equip el de març de 1923 davant el Real Unión de Irun. Entre els companys a l'equip hi havia homes com Agustín Eizaguirre, Trino, Matías, Arbide, Arrillaga, Artola, Benito Díaz, Galatas, Antonio Juantegui o Urbina, amb els quals es proclamà campió de Guipúscoa el 1925. El juliol de 1925, per motius laborals, la seva família l'envià a Barcelona, i ingressà al RCD Espanyol, on jugà dues temporades. El 1927 retornà a la Reial Societat, on jugà tres temporades més, guanyà un nou campionat guipuscoà el 1929 i fou finalista del Campionat d'Espanya el 1928, en la triple final que l'enfrontà al FC Barcelona. En aquesta etapa jugà amb homes com Zaldúa, Amadeo, Marculeta, Mariscal, Cholín, Paco Bienzobas o Izaguirre. Amb la Reial Societat disputà les dues primeres lligues espanyoles disputant 34 partits i marcant 6 gols. Essent encara jove, 26 anys, anuncià la seva retirada el 1930, a causa d'una úlcera d'estòmac. En total disputà 103 partits oficials amb la Reial i marcà 20 gols.
El 1928 fou convocat per disputar els Jocs Olímpics de 1928 d'Amsterdam però no disputà cap partit. Jugà dos partits amb la selecció espanyola el 1929, el 14 d'abril de 1929 a Saragossa enfront França (8-1) i un mes més tard a Madrid davant Anglaterra (4-3).

## Palmarès
Reial Societat
- Campionat de Guipúscoa:
  - 1924-25, 1928-29